# 紫竹通

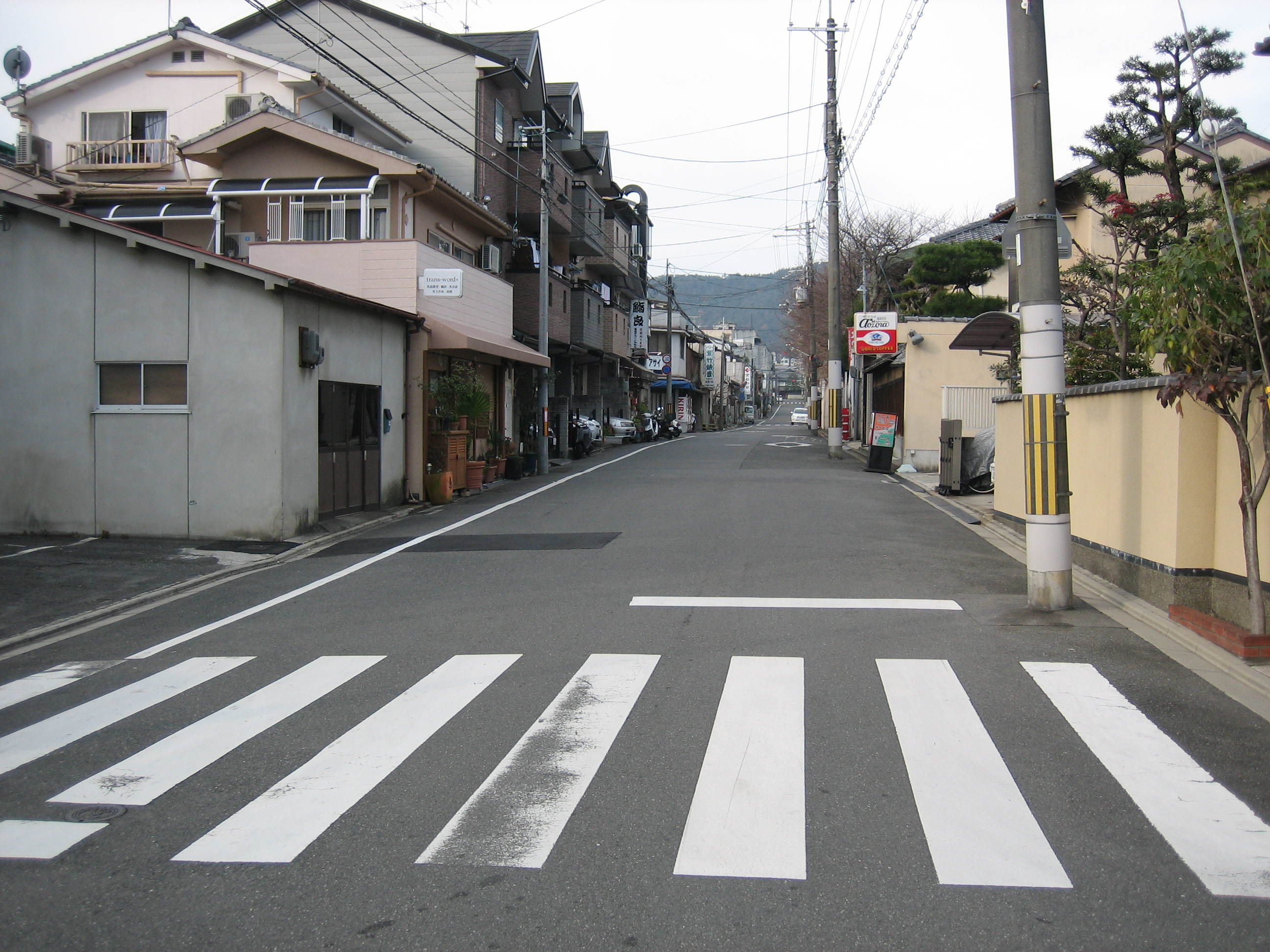
紫竹通　紫竹西桃ノ本町から撮影

紫竹通（しちくどおり）は、京都市北区を通る東西の通りの一つである。

## 概要
東は加茂街道の側道を、西は上野通（船岡東通の一筋西）を、それぞれ起終点とする。なお、この区間の加茂街道は盛土をなされた堤防上を通っているため、車両で加茂街道に直接出入りすることはできない（歩行者用の階段は設けられている）。
全線を通じて1車線だが、離合は容易である。堀川通以東は東行きの一方通行となる。堀川通以西では、北山通－今宮通間で唯一、両方向の通行が可能な東西の通りであるほか、周辺に幼稚園など複数の教育施設があることから、時間帯によっては交通量が多くなることがある。
閑静な住宅地内を横断する全長わずか1370mの生活道路で、四つの学区（元町・鳳徳・紫竹・待鳳）にまたがっている。ちなみに、この通りの一筋北は紫竹北通、一筋南は紫竹南通（ともに全線を通じて西行きの一方通行）と名付けられている。

## 名前の由来
かつての大宮郷の一村であり、大徳寺の北東に位置する紫竹地域のほぼ中央を横断していることから名付けられた。

## 沿線の主な施設
- 北警察署 (京都府)
- 京都市立待鳳小学校
- 総神社天満宮　源義朝の妾であった常磐御前が牛若丸を出産した場所とされる

## 交差する道路など
- 加茂街道　上述の通り、車両では直接進入できない
- 新町通
- 堀川通
- 大宮通
- 船岡東通